# Superanciano

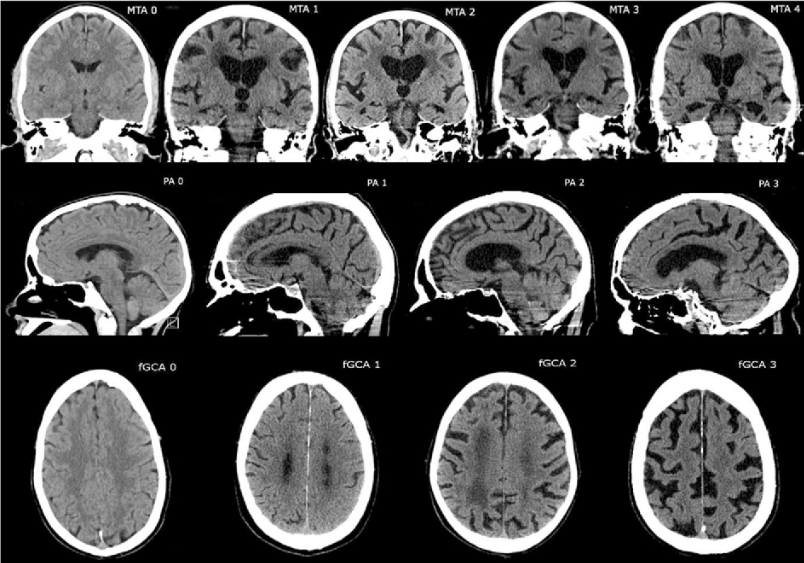
Tomografías computarizadas del lóbulo temporal medial, atrofia posterior y atrofia cortical frontal. Los superancianos suelen mostrar menos atrofia cortical.

Un superanciano (en inglés superager o super-ager) es una persona de edad biológica avanzada (80 años o más) que aún conserva el rendimiento cognitivo de una persona de 50. El término fue acuñado por el neurólogo Marsel Mesulam. No se debe confundir con supercentenario.
Un estudio de Mohammadiarvejeh et al. sugiere que el envejecimiento cognitivo óptimo puede no estar estrictamente relacionado con la edad, sino con factores biológicos debidos al estilo de vida o cambios farmacológicos. Llegar a superanciano sería un ejemplo de envejecimiento exitoso, también llamado envejecimiento activo. Por el contrario, Milman et al. afirman que la longevidad excepcional está fuertemente influida por la genética, y las comparaciones de hábitos de estilo de vida no muestran diferencias significativas entre los superancianos y sus coetáneos de rendimiento cognitivo deteriorado (ancianos normales, typical-agers en inglés). Pascual et al. midieron los telómeros de 57 superancianos y 48 ancianos normales. Los superancianos tenían telómeros significativamente más cortos.
Son más habituales las superancianas que los superancianos varones. Ambos grupos sufren menos riesgo de demencia. De la misma forma, tener menos factores modificables (es decir, que dependen de los hábitos de la persona, como ejercicio, dieta, tabaco, alcohol, etc.) de riesgo de demencia  puede estar asociado positivamente con la condición de superanciano, lo que sugiere maneras de, en cierta medida, prevenir la demencia.
En 2012, Harrison y sus colegas comenzaron el estudio sistemático de individuos de 80 años con memoria episódica comparable a la de personas 20 a 30 años más jóvenes. El primer grupo se denominó “superancianos”. Desde entonces, esta condición se ha asociado con mayores volúmenes cerebrales regionales (Harrison et al., 2018), una tasa más lenta de atrofia cortical (Cook et al., 2017; nacen con un cerebro de igual tamaño, pero luego se atrofia menos), una menor carga patológica asociada con la enfermedad de Alzheimer (Gefen et al., 2015) y mutaciones genéticas en las vías de señalización de la memoria (Huentelman et al., 2018). La prueba de aprendizaje auditivo verbal de Rey (RAVLT) es la herramienta más habitual para identificar a los superancianos.

## Factores de prevención
En un estudio de 2021 sobre 1 679 personas, Maccora et al. (2021) descubrieron que las superancianas tenían mayor educación, más unidades de consumo semanal de alcohol y más participación en actividades cognitivamente atractivas si se las comparaba con las ancianas normales. Por su parte, los superancianos varones también tenían mayor nivel educativo, menos síntomas depresivos y más actividades sociales semanales.
En un estudio anterior (2017), Cook Maher et al. descubrieron que los superancianos participaban en más interacciones sociales. Factores como el índice de masa corporal, diabetes, hipertensión, dislipidemia y tabaquismo no resultaron significativos. De hecho los superancianos padecen las mismas enfermedades que los ancianos normales, a excepción de las asociadas al deterioro cognitivo, y tienen un estado físico similar. Su cociente intelectual también es parecido.